# Alberto Ángel Zanchetta
Alberto Ángel Zanchetta es un sacerdote argentino que se desempeñó durante 25 años como capellán militar de la Marina. 

## Biografía
Según consta en la guía eclesiástica de la Arquidiócesis de Buenos Aires, Alberto Angel Zanchetta estudió en el Seminario Metropolitano de Buenos Aires y en la Facultad de Derecho Canónico de la Universidad Católica Argentina, donde obtuvo el Lincenciado en Derecho Canónico. Fue ordenado sacerdote en 1973. Curso una Maestría en Ética Social en la Universidad Popular Autónoma del Estado de Puebla (México). Ingreso en la Armada el 1 de abril de 1984 según consta en el Decreto Nº 1450/84 (Boletín del Vicaríato Castrense Nº 77, página 66, junio de 1984). 
También se desempeñó como Profesor de teología en la Universidad Católica Argentina, entre 1978 y 1983, y en la Universidad Católica de La Plata, en 2010 (sede San Andrés - San Martín). Ha publicado diversos artículos en el Boletín del Centro Naval, entre otras publicaciones, dos de los cuales resultaron ganadores del premio "Domingo Faustino Sarmiento" que otorga dicho Centro.

## Actividades dentro de la Iglesia
Se desempeñó en varios destinos de la Armada, y finalmente como Jefe del Servicio Religioso del Comando de Operaciones Navales de la Base de Puerto Belgrano. Ocupó el cargo de canciller y secretario general del obispado castrense en 2003-2004. En el año 2005, el entonces obispo Antonio Baseotto lo envió a Haití para asistir a las tropas argentinas que integran la MINUSTAH. Por su trabajo y actuación fue condecorado por la ONU.
En 2009, el Ministerio de Defensa ordenó a la Armada, debido a una nota del periódico Página 12, que Zanchetta pasara a retiro. Entonces regresó a su arquidiócesis de Buenos Aires volviendo a desempeñarse en esa jurisdicción como sacerdote. Fue vicario parroquial de San Pedro Telmo.
Estuvo en Italia por unos meses realizando un curso pastoral. A su regreso, en 2010 presto colaboración a la diócesis de San Martín en la parroquia Nuestra Señora de la Merced de Caseros, la principal de Tres de Febrero. Pero el malestar de algún familiar de ex detenidos-desaparecidos hizo que se retirara definitivamente de su colaboración en esa diócesis. El obispo de San Martín Guillermo Rodríguez Melgarejo le encargo la atención de otra parroquia dentro de su diócesis. Asumió el 6 de marzo de 2011 como administrador de la parroquia María Inmaculada de San Martín pero dos semanas después, un escrache de la Juventud Peronista Evita determinó que retirara definitivamente su colaboración a la diócesis de San Martín.

## Los capellanes en el terrorismo de Estado
Uno de los relatos sobre el rol de los capellanes durante la última dictadura militar argentina puede leerse en el libro El vuelo, de Horacio Verbitsky. En ese libro, Adolfo Scilingo, quien es de los pocos militares que describieron la mecánica del terrorismo de Estado desde dentro, cuenta que después del primer vuelo en el que arrojó al mar prisioneros vivos, un capellán lo reconfortó con metáforas como las de la eliminación del yuyo del trigal, según el periódico Página/12. Tal afirmación,e interpretación según los evangelios, al margen del libro citado, no es correcta. Habría que verificar bien la cita en los evangelios y los hechos históricos tal como fueron para no incurrir en equívocos. ¿Cómo comprobar la autoría de los mencionados dichos y rastreables las fuentes, evitando un manto de anonimato y de incertidumbres? ¿Cómo poner de manifiesto si un acontecimiento es real o simulado? Las supuestas fuentes no deben reducirse a un pensamiento único.La percepción puede ser a veces más importante que la verdad cuando no se puede comprobar los hechos.